# 溫徹斯特 (維吉尼亞州)
溫徹斯特（英語：Winchester）是美國維吉尼亞州北部的一個獨立城市。面積24.2平方公里。根據美國2000年人口普查，共有人口23,585人。
成立於1874年。城名來自英國的溫徹斯特。